# Federica Cesarini
Pour les articles homonymes, voir Cesarini.
Federica Cesarini, née le 2 août 1996, est une rameuse italienne, championne d'Europe en 2019 de skiff poids léger. Elle est sacrée championne olympique en deux de couple poids légers avec sa compatriote Valentina Rodini aux Jeux olympiques d'été de 2020.

## Biographie
Lors des Championnats d'Europe d'aviron 2019 à Lucerne, elle devient championne en skiff poids léger devant l'Allemande Leonie Pieper et la Néerlandaise Marieke Keijser.

## Palmarès

### Jeux olympiques
- médaille d'or du deux de couple poids légers avec Valentina Rodini aux Jeux olympiques d'été de 2020[2]

### Championnats du monde
- médaille d'or du quatre de couple poids légers aux Championnats du monde d'aviron 2017 à Sarasota

### Championnats d'Europe
- médaille d'or du deux de couple poids légers avec Valentina Rodini aux Championnats d'Europe d'aviron 2021 à Varèse
- médaille d'or du skiff poids légers aux Championnats d'Europe d'aviron 2019 à Lucerne
- médaille d'argent du deux de couple poids légers avec Valentina Rodini aux Championnats d'Europe d'aviron 2020 à Poznań
- médaille d'argent du huit aux Championnats d'Europe d'aviron 2012 à Varèse